# Tian bian yi duo yun
Tian bian yi duo yun (en chino tradicional 天邊一朵雲 , en chino simplificado 天边一朵云) (titulada para su versión en castellano como El sabor de la sandía y La nube errante) es una película en coproducción entre Taiwán y Francia dirigida por  Tsai Ming-liang en el año 2005.

## Argumento
En plena sequía, los medios de comunicación publicitan campañas para ahorrar agua y utilizar alternativas de consumo como el zumo de sandía. En cambio, los ciudadanos se las apañan para obtener agua de diferentes formas. Dos ejemplos son Shiang-Chyi y Hsiao-Kang: ella se cuela en los aseos públicos y rellena así las botellas, mientras que él, un actor porno, trepa por los tejados de las casas para bañarse en el agua de los depósitos. Cuando ambos se cruzan en el parque, Shiang-Chyi recuerda que, con anterioridad, le había comprado un reloj de pulsera. Se enamoran y comienzan una tórrida relación.

## Premios
- Berlinale[1][2][3]
  - Oso de Plata a la contribución artística en el año 2005
  - Premio Alfred Bauer al trabajo más innovador en el año 2005
  - Fipresci
- Festival de Cine de Sitges año 2005[4][5]
  - Mejor Actor
  - Premio Especial del Jurado
  - Premio de la Crítica Jose Luis Guarner